# John Tate (Boxer)
John Tate (* 29. Januar 1955 in Marion City, Arkansas; † 9. April 1998 in Knoxville, Tennessee) war ein US-amerikanischer Schwergewichtsboxer und WBA-Weltmeister.

## Amateur
Tate stammte aus armen Verhältnisse. Er besuchte nur bis zum Alter von zwölf Jahren eine Schule und musste anschließend arbeiten, um für seine Familie Geld zu verdienen. Er erlernte den Boxsport im Hinterzimmer einer Kneipe.
1975 gewann Tate bei den US Golden Gloves die Silbermedaille und kam auch bei den Trials zu den Panamerikanischen Spielen nur auf einen zweiten Platz. 1976 verlor Tate zwar noch bei den US Golden Gloves im Viertelfinale gegen Michael Dokes und bei US-Meisterschaften im Halbfinale gegen Marvin Stinson, gewann jedoch die Trials zu den Olympischen Spielen 1976, wobei er Stinson nach Punkten und Dokes durch K. o. bezwingen konnte. Bei den Olympischen Spielen in Montreal gewann Tate die Bronzemedaille. Er verlor dabei im Halbfinale durch Erstrunden-K.-o. gegen den kubanischen Goldmedaillengewinner Teófilo Stevenson, hatte jedoch zuvor im Viertelfinale Peter Hussing besiegt.

## Profikarriere
John Tate begann seine Profikarriere 1977. In seinem zwanzigsten Kampf konnte er 1979 gegen Gerrie Coetzee in Südafrika als Schwarzer in einem politisch brisanten Duell den vakanten WBA-Titel gewinnen. Er wurde für die Entscheidung, dort zu boxen, heftig vom Bürgerrechtler Jesse Jackson kritisiert, kommentierte das aber nur mit dem Spruch: „Jesse Jackson bezahlt nicht meine Rechnungen.“
In seiner ersten Titelverteidigung 1980 ging er in der fünfzehnten und letzten Runde gegen Mike Weaver k. o. und musste den Titel wieder abgeben. Schon im nächsten Kampf erlitt er gegen Trevor Berbick eine weitere schwere K.-o.-Niederlage.
Von diesen beiden Niederlagen konnte er sich nie erholen, er verschwand in der Versenkung und beendete 1988 schließlich seine Karriere.
Nach seiner Karriere kam er mit dem Gesetz in Konflikt und hatte Drogenprobleme. Er starb im Alter von 43 Jahren bei einem Verkehrsunfall, bei dem er einen Schlaganfall erlitt, der durch einen Hirntumor verursacht worden war.
Tate galt als Boxer mit technischen Schwächen, welche er durch großen Trainingsfleiß und Einsatz ausglich.